# Acuerdo Nacional (Perú)
El Acuerdo Nacional es un foro que elabora y aprueba lineamientos en políticas del Estado sobre la base del diálogo y concertación entre los tres niveles de gobierno y las instituciones políticas y social de Perú. El acuerdo fue suscrito el 22 de julio de 2002.
Los 4 objetivos del acuerdo son Fortalecimiento de la Democracia y Estado de Derecho; Equidad y Justicia Social; Competitividad del País y Estado Eficiente, Transparente y Descentralizado.

## Historia

### Antecedentes
El empresario y político Gustavo Mohme Llona impulsó el Acuerdo de Gobernabilidad que fue suscrito en noviembre de 1999 por 14 partidos de oposición al gobierno de Alberto Fujimori. 
La Organización de los Estados Americanos instaló una Mesa de Diálogo para la transición democrática.

### El Acuerdo
En julio de 2001, Alejandro Toledo Manrique asumió la presidencia tras el periodo de transición; en este contexto, diversos sectores de la sociedad propusieron una Asamblea Constituyente o un proceso para el diálogo entre las diversas fuerzas políticas que permitiese desarrollar políticas de Estado. El gobierno desde la Presidencia del Consejo de Ministros y el Ministerio de la Presidencia también evaluaron opciones que tuvieron como referencia a los Pactos de la Moncloa de España y a la Concertación de Partidos por la Democracia de Chile.
El 23 de agosto de 2001, el presidente del Consejo de Ministros, Roberto Dañino Zapata se presentó en el Congreso de la República para exponer la política general del gobierno y las principales medidas. En su discurso, propuso la convocatoria a los partidos políticos que cuenten con representación en el parlamento para participar en un foro de políticas de Estado.

En el largo plazo, el desarrollo social y el desarrollo económico no son solamente objetivos complementarios, sino que éstos únicamente podrán darse uno en función de otro. Esta convergencia de objetivos permitirá en el proceso de desarrollo la articulación de políticas de Gobierno, permitirá marcar el camino del progreso y permitirá, además, que podamos sonar con un futuro mejor, con el futuro que esta milenaria Nación le debe a todos sus hijos.
Por ello, durante los próximos meses alentaremos y propiciaremos el diálogo nacional y la movilización de la sociedad civil, para que dentro de doce meses, cuando vengamos a dar cuenta de nuestra gestión, podamos recoger y formular la visión compartida de todos los peruanos.
Roberto Dañino Zapata, 23 de agosto de 2001

Luego de ello, comenzaron los procesos de diálogo entre partidos políticos y representantes de la sociedad civil.
El 5 de marzo de 2002 se realizó la firma del compromiso de las organizaciones que participaron en el proceso de diálogo para lograr un acuerdo que sirviera de base “para el proceso de consolidación de la democracia, la afirmación de la identidad nacional y el diseño de una visión compartida del país a futuro, a través de la formulación de políticas de Estado”. Firmaron el compromiso Alan García (Partido Aprista), Valentín Paniagua (Acción Popular), Lourdes Flores Nano (Unidad Nacional), Alberto Cruz (Perú Posible), Fernando Olivera (Frente Independiente Moralizador), Aldo Estrada (Unión por el Perú), Ernesto Blume Fortini (Somos Perú), Luis Bambarén Gastelumendi (Conferencia Episcopal Peruana), Darío López Rodríguez (Concilio Nacional Evangélico del Perú), Julio Favre (Confederación Nacional de Instituciones Empresariales Privadas - CONFIEP), Mario Huaman Herrera (Confederación General de Trabajadores del Perú), Gastón Garatea Yori (Mesa de Concertación para la Lucha contra la Pobreza) y Washington Román (Coordinadora Nacional de Frentes Regionales)
El 12 de marzo de 2002 se instaló el llamado Foro de Gobernabilidad, como principal impulsor para el proceso. Este tuvo en su secretaría técnica a la Asociación Civil Transparencia.

#### Firma
El acuerdo Nacional fue firmado el 22 de julio de 2002, contó con la presencia del presidente de la Organización de Estados Americanos (OEA), César Gaviria, el embajador Eduardo Stein, el vicepresidente de Venezuela José Vicente Rangel, el ministro de Ciencia y Tecnología de España Josep Piqué. De la misma manera, estuvieron presente los expresidentes peruanos Alan García, Valentín Paniagua y Francisco Morales Bermúdez.
Se acordaron 29 políticas de Estado, bajo los ejes de: Gobernabilidad, Equidad Social y Justicia Social, Competitividad e Institucionalidad y Ética Pública.
En el discurso de la firma, el presidente Alejandro Toledo anunció medidas que su gobierno realizaría para materializar lo acordado; entre ellas un proyecto de ley al Congreso de la República para la creación de un Centro Nacional de Planificación Estratégica, la formulación del Plan Nacional de Infraestructura y Vivienda y reformas para lograr la eficiencia y transparencia en los procesos del gobierno.

El resultado que hoy le entregan ustedes al país plasma la gran aspiración de contar con una visión común de futuro. De eso hemos carecido y sobre esa ausencia hicieron énfasis la mayoría de hombres que pensaron en el Perú y que fundaron los movimientos que se animaron en el siglo XX.(...)
Soy suficientemente realista para saber, como ustedes, que como toda obra humana tiene probablemente omisiones. Como todo acto que se suscita luego de la recuperación de la democracia, debe esperar para plasmarse en el optimismo de la gente
Alejandro Toledo, 22 de julio de 2002

## Foro del Acuerdo Nacional
El 17 de octubre de 2002, Alejandro Toledo suscribió el Decreto Supremo Nº105-2002-PCM mediante el cual institucionaliza al Foro del Acuerdo Nacional como una instancia encargada de la promoción del cumplimiento y del seguimiento del Acuerdo Nacional. El dispositivo también plantea que el foro se encuentre adscrito a la Presidencia del Consejo de Ministros. 
En el texto también se decreta que el presidente de la República es el presidente del Acuerdo Nacional. En ausencia de éste, las sesiones serán presididas por el Presidente del Consejo de Ministros.
Se formó un Comité técnico de alto nivel con miembros internacionales y nacionales. Entre los miembros internacionales de este comité estuvieron Augusto Ramírez Ocampo (excanciller de Colombia), Eduardo Stein (excanciller de Guatemala) y Diego Achard (uruguayo, consultor de la OEA). Entre los nacionales, se nombró a Juan de la Puente Mejía, Rafael Roncagliolo Orbegoso y Juan Julio Wicht Rossel

## Secretarios generales
- Max Hernández (2002-2011)
- Javier Iguiñiz (2011-2020)
- Max Hernández (2020-)

## Políticas de Estado
1. Fortalecimiento del régimen democrático y del Estado de derecho
2. Democratización de la vida política y fortalecimiento del sistema de partidos
3. Afirmación de la identidad nacional
4. Institucionalización del diálogo y la concertación
5. Gobierno en función de objetivos con planeamiento estratégico, prospectiva nacional y procedimientos Transparentes
6. Política exterior para la paz, la democracia, el desarrollo y la integración
7. Erradicación de la violencia y fortalecimiento del civismo y de la seguridad ciudadana
8. Descentralización política, económica y administrativa para propiciar el desarrollo integral, armónico y sostenido del Perú.
9. Política de Seguridad Nacional
10. Reducción de la pobreza
11. Promoción de la Igualdad de Oportunidades sin discriminación
12. Acceso Universal a una Educación Pública Gratuita y de Calidad y Promoción y Defensa de la Cultura y del Deporte
13. Acceso Universal a los Servicios de Salud y a la Seguridad Social
14. Acceso al Empleo Pleno, Digno y Productivo
15. Promoción de la Seguridad Alimentaria y Nutrición
16. Fortalecimiento de la Familia, Promoción y Protección de la Niñez, la Adolescencia y la Juventud.
17. Afirmación de la economía social de mercado
18. Búsqueda de la competitividad, productividad y formalización de la actividad económica
19. Desarrollo sostenible y gestión ambiental
20. Desarrollo de la ciencia y la tecnología
21. Desarrollo en infraestructura y vivienda
22. Política de comercio exterior para la ampliación de mercados con reciprocidad
23. Política de desarrollo agrario y rural
24. Afirmación de un Estado eficiente y transparente
25. Cautela de la institucionalidad de las Fuerzas Armadas y su servicio a la democracia
26. Promoción de la ética, la transparencia y erradicación de la corrupción, lavado de dinero, evasión tributaria a y el contrabando
27. Erradicación de la producción, el tráfico y el consumo ilegal de drogas
28. Plena vigencia de la Constitución y de los derechos humanos y acceso a la justicia e independencia judicial
29. Acceso a la información, libertad de expresión y libertad de prensa
30. Eliminación del terrorismo y afirmación de la Reconciliación Nacional (2003)
31. Sostenibilidad fiscal y reducción del peso de la deuda (2004)
32. Gestión del Riesgo de Desastres (2010)
33. Política de Estado sobre los recursos hídricos (2012)
34. Ordenamiento y gestión territorial (2013)
35. Sociedad de la Información y Sociedad del Conocimiento (2017)